# Ischnaspis spathulata
Ischnaspis spathulata är en insektsart som beskrevs av Karl Hermann Leonhard Lindinger 1911. Ischnaspis spathulata ingår i släktet Ischnaspis och familjen pansarsköldlöss. Inga underarter finns listade i Catalogue of Life.